# Пам'ятки історії Великобурлуцького району
У Великобурлуцькому районі Харківської області на обліку перебуває 48 пам'яток історії.
| № п/п | Охоронний номер пам'ятки | Місце знаходження, (адреса) пам'ятки                                                | Найменування пам'ятки | Автор, дослідник пам'ятки. Дата відкриття                 | Матеріал, з якого виготовлений пам'ятник. Основні розміри                                          | Категорія охорони пам'ятки | Номер і дата рішення державних органів про взяття пам'ятки під охорону | Охоронна зона                                                                                     |  |
| ----- | ------------------------ | ----------------------------------------------------------------------------------- | --- | --------------------------------------------------------- | -------------------------------------------------------------------------------------------------- | -------------------------- | ---------------------------------------------------------------------- | ------------------------------------------------------------------------------------------------- |  |
| 1.    | 571                      | с-ще Великий Бурлук, біля центрального кладовища                                    | Меморіальний комплекс: братська могила радянських воїнів. Поховано 709 чол. 1942 р., 1943 р.                                 | Скульпт. — Воловик В. П., архітект. — Клейн Г. Ю. 1980 р. | Скульптура — 4,0 м, граніт. Постамент — 2,5 м, цегла, облицьована гранітом                         | Місцева                    | № 61 від 25.01.72 р.                                                   | 25 м (Наказ управління культури і туризму від 10.09.09. № 234)                                    |  |
| 2.    | 572                      | -<<-                                                                                | Пам'ятний знак радянським воїнам. 1943 р.                                                                                    | 1969 р.                                                   | Стела — 1,85х1,2х0,2 м, мармурова кришка                                                           | -<<-                       | -<<-                                                                   |                                                                                                   |  |
| 3.    | 599                      | -<<-                                                                                | Пам'ятний знак землякам. 1929—1931 рр.                                                                                       | 1980 р.                                                   | Стела — 2,3х1,6х0,3 м, мармурова кришка                                                            | -<<-                       | -<<-                                                                   |                                                                                                   |  |
| 4.    | 600                      | -<<-                                                                                | Пам'ятний знак землякам. 1918—1920 рр., 1941—1945 рр.                                                                        | 1980 р.                                                   | Стела — 2,3х1,6х0,3 м, мармурова кришка                                                            | -<<-                       | -<<-                                                                   |                                                                                                   |  |
| 5.    | 1648                     | -<<-                                                                                | Могила Бугери М. К., гвардії лейтенанта. 1942 р.                                                                             | 1980 р.                                                   | Стела — 2,5х1,2х0,3 м, мармурова кришка                                                            | -<<-                       | № 13 від 12.01.81 р.                                                   |                                                                                                   |  |
| 6.    | 601                      | с-ще Великий Бурлук, вул. Сільгосптехніки, 4                                        | Будинок, у якому жив Г. С. Сковорода, 80-ті рр. XVIII ст.                                                                    | XVIII ст.                                                 | Будинок двоповерховий, дерев'яний, на цегляному фундаменті, з шиферною покрівлею                   | -<<-                       | № 61 від 25.01.72 р.                                                   | ЗУ «Про перелік пам'яток культ. спадщини, що не підлягають приватизації» № 574-VI від 23.09.08 р. |  |
| 7.    | 573                      | с. Андріївка Андріївської с/р, в центрі села                                        | Братська могила радянських воїнів і партизанів. Поховано 36 чол. 1942 р., 1943 р.                                            | 1977 р.                                                   | Стела — 2,7х0,6х0,4 м, мармур                                                                      | -<<-                       | № 61 від 25.01.72 р.                                                   | 25 м (Наказ управління культури і туризму від 10.09.09. № 234)                                    |  |
| 8.    | 1647                     | с. Вільхуватка Вільхуватської с/р                                                   | Місце командного пункту шостої танкової бригади. 1942 р.                                                                     | 1975 р.                                                   | Стела — 1,2х0,5х0,3 м. Дві стели — 0,5х1,5х0,3 м, мармур                                           | -<<-                       | № 13 від 12.01.81 р.                                                   |                                                                                                   |  |
| 9.    | 575                      | с. Вільхуватка Вільхуватської с/р                                                   | Братська могила радянських воїнів. Поховано 43 чол. 1942 р., 1943 р.                                                         | Харківська скульптурна фабрика 1954 р., 1993 р.           | Скульптура — 2,5 м, з/б. Постамент — 3,5х1,2х1,2 м, цегла, мармурова кришка                        | -<<-                       | № 61 від 25.01.72 р.                                                   | 25 м (Наказ управління культури і туризму від 10.09.09. № 234)                                    |  |
| 10.   | 576                      | с. Гнилиця Перша Гнилицької Першої с/р                                              | Братська могила радянських воїнів. Похований 41 воїн. 1942 р., 1943 р.                                                       | 1960 р., 1975 р.                                          | Стела — 1,5х0,6х0,3 м, граніт. Постамент — 2,5 м, цегла, цемент                                    | -<<-                       | -<<-                                                                   | 25 м (Наказ управління культури і туризму від 10.09.09. № 234)                                    |  |
| 11.   | 577                      | с-ще Гнилиця Гнилицької с/р                                                         | Братська могила радянських воїнів. Похований 31 воїн. 1942 р., 1943 р.                                                       | Харківська скульптурна фабрика 1957 р.                    | Скульптура — 3,0 м, з/б. Постамент — 3,0х1,8х1,8 м, цегла, цемент                                  | Місцева                    | № 61 від 25.01.72 р.                                                   | 25 м (Наказ управління культури і туризму від 10.09.09. № 234)                                    |  |
| 12.   | 578                      | с. Гогине Приколотнянської сел\р                                                    | Братська могила радянських воїнів та пам'ятний знак воїнам-односельцям. Поховано 360 воїнів. 1942 р., 1943 р., 1941—1945 рр. | 1968 р., 1995 р.                                          | Обеліск — 3х1,25х1,25 м, цегла, цемент. Плита — мармур                                             | -<<-                       | -<<-                                                                   | 25 м (Наказ управління культури і туризму від 10.09.09. № 234)                                    |  |
| 13.   | 579                      | с. Грачівка Чорненської с/р                                                         | Братська могила радянських воїнів. Поховані 22 воїни. 1942 р., 1943 р.                                                       | Харківська скульптурна фабрика 1965 р.                    | Скульптура — 2,5 м, з/б. Постамент — 2,6 м, цегла, цемент                                          | -<<-                       | -<<-                                                                   | 25 м (Наказ управління культури і туризму від 10.09.09. № 234)                                    |  |
| 14.   | 580                      | с. Григорівка Григорівської с/р, при в'їзді в села                                  | Братська могила радянських воїнів. Поховано 18 воїнів. 1942 р., 1943 р.                                                      | 1975 р.                                                   | Стела — 2,1х0,5х0,3 м, граніт                                                                      | -<<-                       | -<<-                                                                   | 25 м (Наказ управління культури і туризму від 10.09.09. № 234)                                    |  |
| 15.   | 1652                     | с. Григорівка Григорівської с/р                                                     | Пам'ятник Кисельову І. Г. — Герою Радянського Союзу                                                                          | Харківська скульптурна фабрика 1978 р.                    | Погруддя — 1,2 м, граніт. Постамент — 3,15 м, цегла, плитка                                        | -<<-                       | № 13 від 12.01.81 р.                                                   |                                                                                                   |  |
| 16.   | 581                      | с. Довжанка Федорівської с/р                                                        | Братська могила радянських воїнів. Поховано 105 воїнів. 1942 р., 1943 р.                                                     | 1975 р.                                                   | Обеліск. — 2,2 м. Дві стели — 1,5х1,3х0,3 м, граніт                                                | -<<-                       | № 61 від 25.01.72 р.                                                   | 25 м (Наказ управління культури і туризму від 10.09.09. № 234)                                    |  |
| 17.   | 647                      | с-ще Дорошенкове Підсереднянської с/р                                               | Братська могила радянських воїнів. Поховано 217 воїнів. 1942 р., 1943 р.                                                     | Харківська скульптурна фабрика 1964 р.                    | Скульптура — 2,5 м, з/б. Постамент — 3,7 м, цегла, цемент                                          | -<<-                       | -<<-                                                                   | 25 м (Наказ управління культури і туризму від 10.09.09. № 234)                                    |  |
| 18.   | 582                      | с. Зарубинка Вільхуватської с/р                                                     | Братська могила радянських воїнів. Поховано 5 воїнів. 1942 р., 1943 р.                                                       | 1980 р.                                                   | Стела — 1,5х0,6х0,3 м, граніт                                                                      | -<<-                       | -<<-                                                                   | 25 м (Наказ управління культури і туризму від 10.09.09. № 234)                                    |  |
| 19.   | 583                      | с. Катеринівка Катеринівської с/р, в центрі села                                    | Братська могила радянських воїнів. Поховано 37 воїнів. 1942 р., 1943 р.                                                      | Харківська скульптурна фабрика 1957 р.                    | Скульптура — 2,5 м, з/б. Постамент — 4,0 м, цегла, цемент                                          | -<<-                       | -<<-                                                                   | 25 м (Наказ управління культури і туризму від 10.09.09. № 234)                                    |  |
| 20.   | 1649                     | с. Катеринівка Катеринівської с/р, біля братської могили                            | Могила Філоненка М. М., радянського воїна. 1942 р.                                                                           | 1972 р.                                                   | Стела — 1,2х0,5х0,2 м, мармурова кришка                                                            | -<<-                       | № 13 від 12.01.81 р.                                                   |                                                                                                   |  |
| 21.   | 1650                     | с. Катеринівка Катеринівської с/р, біля братської могили                            | Могила Харківської В. К., комсомолки. 1942 р.                                                                                | 1972 р.                                                   | Стела — 1,5х0,7х0,3 м, мармурова кришка                                                            | -<<-                       | -<<-                                                                   |                                                                                                   |  |
| 22.   | 2410                     | с. Катеринівка Катеринівської с/р, кладовище                                        | Братська могила радянських воїнів. 1943 р.                                                                                   | 1983 р.                                                   | Стела — 1,4×0,6 м, мармурова кришка                                                                | -<<-                       | № 142 від 20.05.91 р.                                                  | 25 м (Наказ управління культури і туризму від 10.09.09. № 234)                                    |  |
| 23.   | 584                      | с. Комісарове Вільхуватської с/р, центр села                                        | Братська могила радянських воїнів. Поховано 36 воїнів. 1942 р., 1943 р.                                                      | 1975 р.                                                   | Стела — 1,5х0,7х0,3 м, граніт                                                                      | -<<-                       | № 61 від 25.01.72 р.                                                   | 25 м (Наказ управління культури і туризму від 10.09.09. № 234)                                    |  |
| 24.   |                          | с. Лозове, кладовище                                                                | Братська могила радянських воїнів. Поховано 7 чол.1943 р.                                                                    | В. І. Ревенко . 2003 р.                                   | Дерево. Обеліск — 1,2 м.                                                                           | -<<-                       | Наказ УК ХОДА № 25 від 02.03.05 р.                                     |                                                                                                   |  |
| 25.   | 585                      | с. Малий Бурлук Малобурлуцької с/р                                                  | Братська могила радянських воїнів. Поховано 28 воїнів. 1942 р., 1943 р.                                                      | 1975 р.                                                   | Обеліск — 2х0,5х0,3 м, граніт. Постамент — 0,45 м, граніт                                          | -<<-                       | № 61 від 25.01.72 р.                                                   | 25 м (Наказ управління культури і туризму від 10.09.09. № 234)                                    |  |
| 26.   | 586                      | с. Мілове Міловської с/р                                                            | Братська могила радянських воїнів. Поховано 15 воїнів. 1943 р.                                                               | Харківська скульптурна фабрика 1957 р.                    | Скульптура — 3,0 м, з/б. Постамент — 3,0 м, цегла, цемент                                          | Місцева                    | № 61 від 25.01.72 р.                                                   | 25 м (Наказ управління культури і туризму від 10.09.09. № 234)                                    |  |
| 27.   | 587                      | с-ще Нова Олександрівка Червонохвильської с/р, в парку                              | Братська могила радянських воїнів і Карпенка С. І. Поховано 22 чол. 1930 р., 1942 р., 1943 р.                                | Харківська скульптурна фабрика 1958 р.                    | Скульптура 2,5 м, з/б. Постамент — 4,0 м, цегла, цемент                                            | -<<-                       | -<<-                                                                   | 25 м (Наказ управління культури і туризму від 10.09.09. № 234)                                    |  |
| 28.   |                          | с-ще. Нова Олександрівка                                                            | Братська могила радянських воїнів та жертв фашизму. Поховано 6 чол. 1943 р.                                                  | В. І. Ревенко. 2003 р.                                    | | -<<-                       | Наказ УК ХОДА № 25 від 02.03.05 р.                                     |                                                                                                   |  |
| 29.   |                          | с-ще. Нова Олександрівка                                                            | Братська могила жертв фашизму. Поховано 4 чол. 1943 р.                                                                       | В. І. Ревенко. 2003 р.                                    | Метал, цегла, цемент. Обеліск — 2 м, постамент — 1х1х1,2 м.                                        | -<<-                       | Наказ УК ХОДА № 25 від 02.03.05 р.                                     |                                                                                                   |  |
| 30.   | 588                      | с-ще Підсереднє Підсереднянської с/р, 1 км від селища, при дорозі на Великий Бурлук | Братська могила радянських воїнів. Поховано 123 воїни. 1942 р., 1943 р.                                                      | Харківська скульптурна фабрика 1953 р.                    | Скульптура — 2,5 м, з/б. Постамент — 3,5х1,2х1,2 м, цегла, цемент                                  | -<<-                       | № 61 від 25.01.72 р.                                                   | 25 м (Наказ управління культури і туризму від 10.09.09. № 234)                                    |  |
| 31.   | 1651                     | с-ще Підсереднє Підсереднянської с/р, у центрі селища                               | Пам'ятник воїнам-землякам. 1941—1945 рр.                                                                                     | 1980 р.                                                   | Плита — 2,0×0,9 м, мармур                                                                          | -<<-                       | № 13 від 12.01.81 р.                                                   |                                                                                                   |  |
| 32.   | 1917                     | с. Плоске Великобурлуцької сел/р, біля школи                                        | Пам'ятник воїнам-односельчанам. 1941—1945 рр.                                                                                | 1980 р.                                                   | Вісім стел — 1,0×1,25 м, мармурова кришка                                                          | -<<-                       | № 196 від 16.04.84 р.                                                  |                                                                                                   |  |
| 33.   | 602                      | с. Плоске Великобурлуцької сел/р                                                    | Пам'ятник Леніну В. І. | Харківська скульптурна фабрика 1969 р.                    | Бюст — 1,0 м, з/б. Постамент — 3,5х0,8х0,6 м, цегла, граніт                                        | -<<-                       | № 61 від 25.01.72 р.                                                   |                                                                                                   |  |
| 34.   | 589                      | с-ще Приколотне Приколотнянської сел/р                                              | Братська могила радянських воїнів. Поховано 118 воїнів. 1942 р., 1943 р.                                                     | Харківська скульптурна фабрика 1952 р.                    | Скульптура — 2,5 м, з/б. Постамент — 2,5х1,2х1,2 м, цегла, цемент                                  | -<<-                       | -<<-                                                                   | 25 м (Наказ управління культури і туризму від 10.09.09. № 234)                                    |  |
| 35.   | 605                      | с-ще Приколотне Приколотнянської сел/р, біля школи                                  | Пам'ятник Ольшанському К. Ф. — Герою Радянського Союзу                                                                       | Скульпт. — Ізмаїлов О. М., 1967 р.                        | Погруддя — 0,85 м, з/б. Постамент — 2,0 м, бетон                                                   | -<<-                       | -<<-                                                                   |                                                                                                   |  |
| 36.   | 590                      | с. Рублене Рубленської с/р                                                          | Братська могила радянських воїнів та пам'ятний знак воїнам-односельцям. Поховано 18 воїнів. 1942 р., 1943 р., 1941—1945 рр.  | 1980 р.                                                   | Пілон — 5,25 м, з/б                                                                                | -<<-                       | -<<-                                                                   | 25 м (Наказ управління культури і туризму від 10.09.09. № 234)                                    |  |
| 37.   | 591                      | с. Середній Бурлук Шипуватської с/р                                                 | Братська могила радянських воїнів. Поховано 76 воїнів. 1942 р., 1943 р.                                                      | 1975 р.                                                   | Стела — 2,0х0,6х0,4 м, граніт                                                                      | -<<-                       | -<<-                                                                   | 25 м (Наказ управління культури і туризму від 10.09.09. № 234)                                    |  |
| 38.   | 592                      | с. Стецьківка Андріївської с/р                                                      | Братська могила радянських воїнів. Поховано 38 воїнів. 1942 р., 1943 р.                                                      | 1993 р.                                                   | Стела — 1,8х0,9х0,3 м, мармурова кришка                                                            | -<<-                       | -<<-                                                                   | 25 м (Наказ управління культури і туризму від 10.09.09. № 234)                                    |  |
| 39.   | 593                      | с. Устинівка Вільхуватської с/р, поблизу школи                                      | Братська могила радянських воїнів. Поховано 6 воїнів. 1942 р., 1943 р.                                                       | 1975 р.                                                   | Стела — 1,4х0,7х0,3 м, граніт. Постамент — 0,6 м, бетон                                            | -<<-                       | -<<-                                                                   | 25 м (Наказ управління культури і туризму від 10.09.09. № 234)                                    |  |
| 40.   | 569                      | с. Хатнє Хатненської с/р, сільське кладовище                                        | Братська могила сільських активістів. Поховано 5 чол. 1921 р.                                                                | 1977 р.                                                   | Обеліск — 1,45х0,75х0,3 м, мармурова кришка. Постамент — 0,5 м, цегла, цемент                      | Місцева                    | № 61 від 25.01.72 р.                                                   |                                                                                                   |  |
| 41.   | 594                      | с. Хатнє Хатненської с/р, біля школи                                                | Братська могила радянських воїнів. Поховано 28 воїнів. 1942 р., 1943 р.                                                      | Харківська скульптурна фабрика 1957 р.                    | Скульптура — 2,5 м, з/б. Постамент — 2,5 м, цегла, цемент                                          | -<<-                       | -<<-                                                                   | 25 м (Наказ управління культури і туризму від 10.09.09. № 234)                                    |  |
| 42.   | 595                      | с-ще Червона Хвиля Червонохвильської с/р, біля клубу                                | Братська могила радянських воїнів. Поховані 42 воїни. 1942 р., 1943 р.                                                       | Харківська скульптурна фабрика 1957 р.                    | Скульптура — 3,0 м, з/б. Постамент — 3,0 м, цегла, цемент                                          | -<<-                       | -<<-                                                                   | 25 м (Наказ управління культури і туризму від 10.09.09. № 234)                                    |  |
| 43.   | 603                      | с-ще. Червона Хвиля Червонохвильської с/р, у центрі селища                          | Пам'ятник Леніну В. І. | Харківська скульптурна фабрика 1955 р.                    | Бюст — 1,0 м, з/б. Постамент — 2,5 м, цегла, цемент                                                | -<<-                       | -<<-                                                                   |                                                                                                   |  |
| 44.   | 596                      | с. Шевченкове Малобурлуцької с/р, центр села                                        | Братська могила радянських воїнів. Поховано 21 воїна. 1942 р., 1943 р.                                                       | 1955 р.                                                   | Обеліск. — 2,95 м, цегла, цемент                                                                   | -<<-                       | -<<-                                                                   | 25 м (Наказ управління культури і туризму від 10.09.09. № 234)                                    |  |
| 45.   | 570                      | с. Шипувате Шипуватської с/р                                                        | Могила Островерха К. М. і Божченка І. С., 1924 р., 1930 р.                                                                   | 1977 р.                                                   | Стела — 2,0 м, мармурова кришка                                                                    | -<<-                       | -<<-                                                                   |                                                                                                   |  |
| 46.   | 597                      | с. Шипувате Шипуватської с/р, в центрі села                                         | Братська могила радянських воїнів. Поховані 83 воїни. 1942 р., 1943 р.                                                       | Харківська скульптурна фабрика 1980 р.                    | Скульптура — 3,0 м, мармурова кришка. Стела — 5,0х1,4х0,8 м, з/б. Постамент — 1,4 м, цегла, граніт | -<<-                       | -<<-                                                                   | 25 м (Наказ управління культури і туризму від 10.09.09. № 234)                                    |  |
|       |                          |                                                                                     | |                                                           | |                            |                                                                        |                                                                                                   |  |
| 48.   | 606                      | с. Шипувате Шипуватської с/р, біля школи                                            | Пам'ятник Заболотному І. М. — Герою Радянського Союзу                                                                        | Скульпт. — Ніц В. Ю. 1969 р.                              | Погруддя — 1,2 м, з/б. Постамент — 2,6 м, цегла, граніт                                            | -<<-                       | -<<-                                                                   |                                                                                                   |  |
|       |                          |                                                                                     | |                                                           | |                            |                                                                        |                                                                                                   |  |